# Maxis
Maxis és un dels editors de videojocs amb més èxit dels últims anys gràcies al seu producte estrella The Sims.
Va començar com una petita companyia desenvolupadora de videojocs; ara és un dels majors editors d'EA GAMES.

## Història
Will Wright, el creador de Sim City i fundador de Maxis juntament amb Jeff Braun el 1987, el 1989 començaren a distribuir Sim City amb la distribuïdora Brotherbund que va suposar una revolució al món del videojocs elogiada per Sid Meier.
Posteriorment, i entre altres projectes com Sim Earth i Sim Ants (1991), la pressió popular van fer que Will Wright tornés a desenvolupar un nou Sim City, se'n diria Sim City 2000. Aquest es van llançar al mercat el 1994 amb novetats com una vista isomètrica i noves opcions, va tenir tant èxit que se'n va fer una expansió. El 1995 Maxis va entrar a la borsa. L'empresa va patir greus problemes, ja que ni Sim Park, ni Sim Tunes, ni Sim Copter, ni un joc de pinball van aconseguir portar guanys suficients a l'empresa. Sim City 3000, en principi pensat per ser 3D, va tenir una vista semblant a la del 2000, tot i que molt més detallada amb la important participació de Lucy Bradshaw, després que EA GAMES comprés la major part de Maxis el 18 de juliol de 1997. Si es compara la compra de Maxis, amb altres empreses també adquirides per EA GAMES (com Origin Sistems i Westwood Studios) s'observa que va ser molt més lent en el primer cas. Gran part del personal de Maxis va seguir, i Wright va conservar part de les accions. El 1999 va sortir Sim City 3000 repetint l'èxit del seu predecessor, també va tenir una expansió. Mentre Will Wright preparava un projecte molt ambiciós: un simulador de vida social, se'n diria "The Sims".
The Sims va sortir el febrer de 2000 amb gran èxit de vendes.
Posteriorment, Maxis va estar interessada a realitzar projectes com Sim Mars (de colonització de planetes) on la NASA i va col·laborar, però es va cancel·lar per la poca qualitat de les tecnologies a aquella època que no permetien jocs així; també Sims Ville, que també es va cancel·lar perquè era una fusió entre "The Sims" i "Sim City" i s'havia de controlar cada Sim de cada casa, fet que era impossible de jugar. El 2003 Will Wright va dir que estava creant un nou joc: segons ell un simulador meteorològic.
El setembre de 2004 va sortir a la venda "Los Sims 2" la seqüela de "Los Sims", tenia gràfics 3D, era molt innovador, i també va tenir un èxit aclaparador.
El 2005 Luc Bhartelet va confirmar que Maxis està treballant en una nova versió de Sim City, Sim City 5.
L'empresa presenta a la Games Convention del març de 2005 el nou projecte de Will wright, el simulador meteorològic abans esmentat, se'n diu Spore i tractarà de crear una espècie d'ésser viu i controlar-la fins que conquereixi tots els sistemes planetaris.
The Sims 2, The Urbs, Los Sims: Toman la calle, etc. són alguns del jocs de la saga Sim que han sortit per a consoles.

## Videojocs

### The Sims
(Al costat el nom amb què es va comercialitzar a Espanya)
- The Sims (Los Sims)
  - The Sims: Living'Large (Más vivos que nunca)
  - The Sims: House Party
  - The Sims: Hot Date (Primera Cita)
  - The Sims: Vacation (De vacaciones)
  - The Sims: Unleashed (Animales a raudales)
  - The Sims: Superstar
  - The Sims: Makin'Magic (Magia Potagia)
  - Packs
    - The Sims Deluxe Edition (Edición Deluxe)
    - The Sims Double Deluxe
    - The Sims Mega Deluxe
    - The Sims: Expansion Collection Volume One
    - The Sims: Expansion Collection Volume Two
    - The Sims: Expansion Collection Volume Three
    - The Sims: Complete Edition
    - The Sims: Three-Packs Volumes
- The Sims Online (no comercialitzat a Espanya)
- The Sims 2 (Los Sims 2) (hi ha una edició especial amb DVD)
  - The Sims 2: University (Universitarios)
  - The Sims 2: Nightlife (Noctámbulos)
  - The Sims 2: Open for Business (Abren Negocios)

#### Consoles
- The Sims (consoles) (Los Sims)
- The Sims: Bustin' Out (Los Sims Toman la Calle)
- The Urbz: Sims in the City (Los Urbz: Sims en la Ciudad)
- The Sims 2 (consoles) (Los Sims 2)

#### Telèfons mòbils
- The Sims 2 (mòbils)

### Sim City
- Sim City
- Sim City 2000
  - Sim City 2000 Network Edition
  - Sim City 2000 Special Edition
- Sim City 3000
  - Sim City 3000 Unlimited (Sim City 3000 World Edition)
- Sim City 4
  - Sim City 4: Rush Hour (Sim City 4: hora Punta)
  - Packs
    - Sim City Deluxe Edition (Sim City 4 i Sim City 4: Rush Hour) (no comercialitzat a Espanya)

### Especials Sim City
- Streets of Sim City
- SimCopter

### Spore
- Spore

### Altres
D'aquests jocs no hi ha molta informació. Pot ser que la informació sigui errònia,
- SimFarm
- SimEarth
- SimAnt
- SimTown
- SimPark
- SimSafari
- SimTunes
- SimIsle
- SimTower
- SimLife
- SimHealth
- SimThemePark (Theme Park World)
- SimCoaster (Theme Park Inc)
- SimGolf
- Sid Meier's SimGolf
- El Fish
- Simsville (No comercialitzat)
- SimMars (No comercialitzat)